# Protoneolític
El Protoneolític és la fase darrera del Mesolític.
Sorgeixen a França les cultures anomenades Sauveterrià i Tardenoisià, que es perllonguen fins al Neolític.
Bàsicament, és una prolongació cultural de l'Epipaleolític i de la cultura anomenada Azilià.